# السياحة الجبلية في لبنان

الموقع الجغرافي ل لبنان على المستديرة (كوكب الأرض)

تمتاز الطبيعة اللبنانية بغناها وتنوّعها الذي يلبي أذواق السيّاح، حيث السفر إلى المناطق المختلفة  بين الجبل والساحل أمرا ممتعا وغنيا، علاوة على السياحة الثقافية لانتشار الآثار القديمة والسياحة البيئية والسياحة الشاطئية حيث يتعدد المشهد الطبيعي والثقافي.

تُعدّ المرتفعات اللبنانية أحد أبرز مناطق الجذب السياحي في لبنان والشرق الأوسط، فهو بلد ارتبطت ثقافته وطبيعته وتاريخه بالساحل والجبل، حيث يعانق الجبل اللبناني الساحل اللبناني في عدة نقاط، مخترقا الشريط السهلي الذي يتوسط المنطقة ما بين المرتفعات والساحل المتوسطي في بعض النقاط، مثل شاطيء جونيه. 
تلك الجبال المقابلة للساحل، التي كانت مغطاة بأنواع الأشجار مثل الصنوبر، الأرز، السرو، الشوح، العرعر، الشربين، السنديان، البلوط، الغار، المحليس، التين، عفص، طرفة، الدردار، قيقب، لوز، حور، رجراج  والتي كانت خزانا للخشب في صناعة السفن الفنيقية، ومن مراسيها يتم تصدير الخشب والعديد من البضائع إلى العديد من شعوب العالم القديم، 

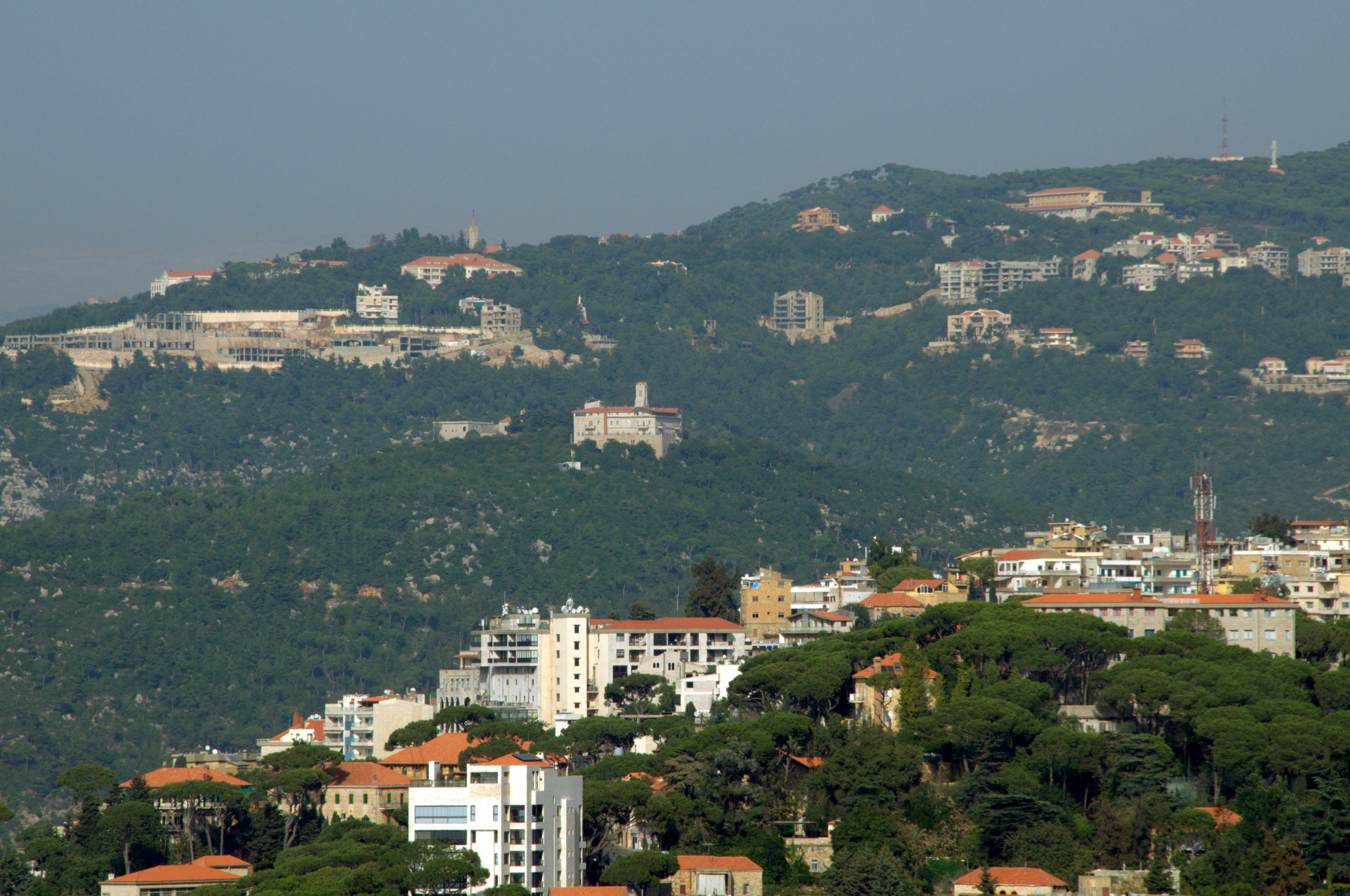
جبل لبنان

تُقسَّم أراضي لبنان من الناحية الطبيعية إلى ثلاثة أقسام متميزة هي: إقليم السهول الساحلية، إقليم المرتفعات الجبلية، إقليم المنخفض الأوسط الأخدودي. إلى جانب الأنهار العديدة التي تجري في الأراضي اللبنانية.

## المغارة والكهف في السياحة الجبلية اللبنانية

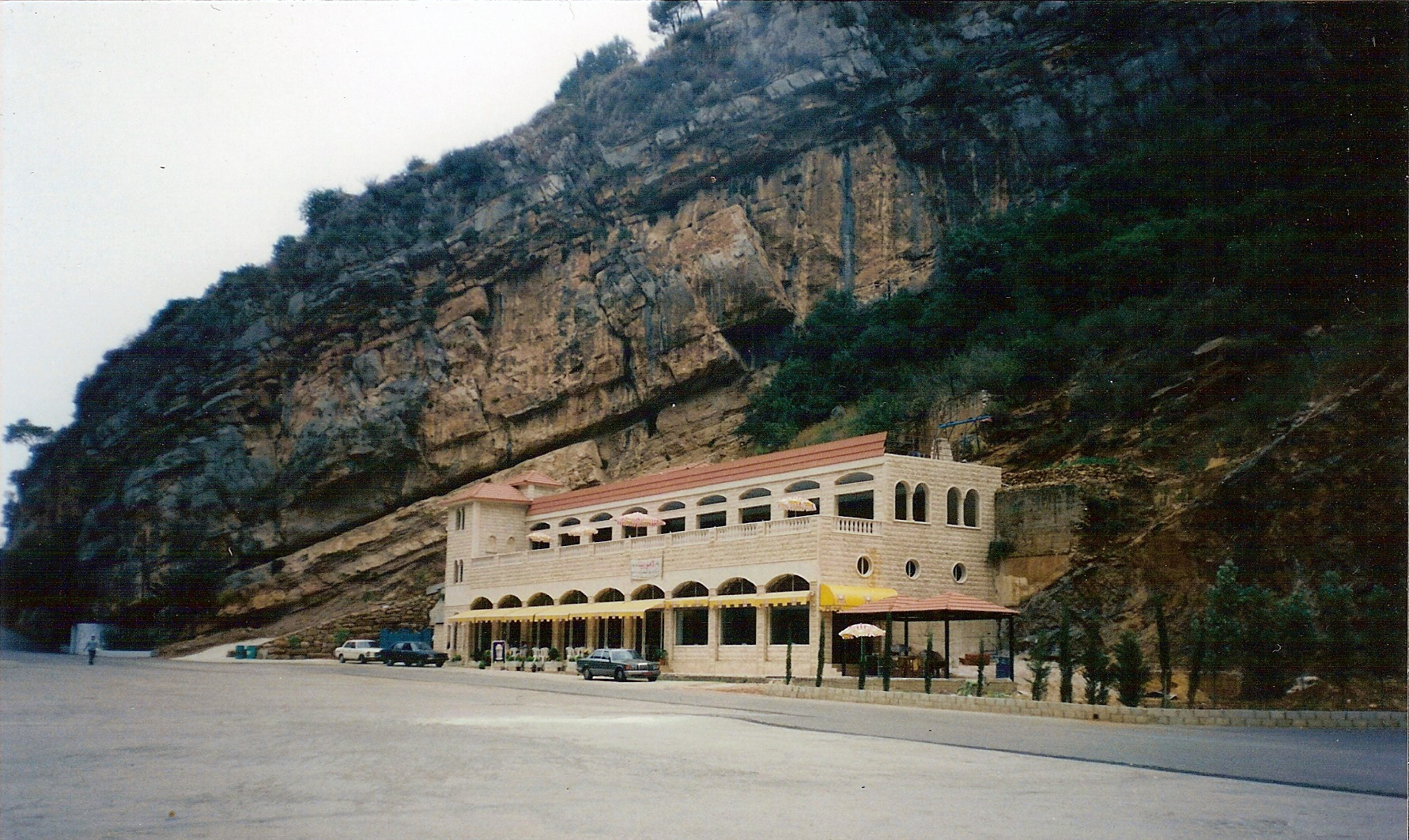
مدخل مغارة جعيتا، تعتبر من أشهر كهوف ومغارات لبنان، وهي عبارة عن مغارة ذات تجاويف وشعاب ضيقة، وردهات وهياكل وقاعات نحتتها الطبيعة، وتسربت إليها المياه الكلسية من مرتفعات لبنان لتشكل مع مرور الزمن عالماً من القباب والمنحوتات والأشكال والتكوينات العجيبة. يعتبرها اللبنانيون جوهرة السياحة اللبنانية، وقد توالى على اكتشافها عبر التاريخ رواد أجانب ومغامرون لبنانيون.

نحتت الطبيعة والزمن في الجيولوجيا والمورفولوجيا اللبنانية تشكيلات وأعداد من المغارات والكهوف يقدر عددها منها حوالي 700 مغارة بأشكال وأحجام متفاوتة منها مغاور وادي قنوبين، التي تصل لخمسين مغارة، تنتشر عبر جبال لبنان.
هذه الكهوف والمغارات المنتشرة في الجبل اللبناني، تشكل عامل جذب كثير من المهتمين والباحثين والجيولوجيين العلميين والمتخصصين في مجال علم الجيولوجيا والمورفولوجيا وعلم الأركيولوجيا وعلوم الأرض بشكل عام، علاوة على محبي المغامرة والاكتشاف وثقافة السفر والمناظر الطبيعية المتعددة في الجبل اللبناني بين المغارة والكهف والثلج في فصل للشتاء والسياحة البيئية كدولة متوسطية وجنوب متوسطية طبيعيا (مناخيا) وبشريا وتاريخيا بامتياز. فالسياحة الجبلية في لبنان تتوفر على عدة مؤهلات طبيعية وثقافية مثل قائمة طويلة من الكهوف والمغارات، يمكن أن تتعدد وظيفتها السياحية، من السياحة الجبلية والبيئية الإيكولوجية إلى السياحة الثقافية...

## طالع
- قائمة أعلى القمم الجبلية في لبنان
- سياحة جبلية
- جبل المنيطرة
- سياحة جبلية في الجزائر